# Círculo de Liebenberg

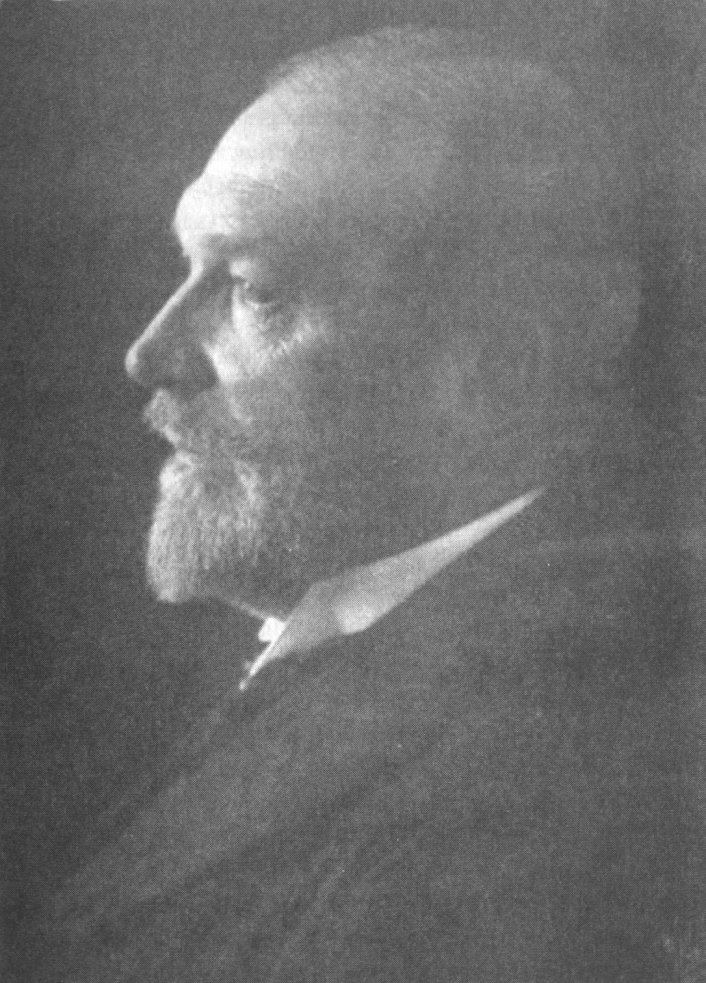
Philipp zu Eulenburg-Hertefeld, hacia 1905, fue la figura central del Círculo de Liebenberg.

El círculo de Liebenberg es el nombre dado a la camarilla en torno al emperador alemán Guillermo II hasta aproximadamente 1907, denominación empleada principalmente por sus adversarios. Los miembros del círculo, en su mayoría militares, se llamaban a sí mismos la «tabla redonda de Liebenberg», nombre que se derivaba del palacio de Liebenberg en Löwenberger Land, propiedad de Philipp zu Eulenburg-Hertefelds, donde se encontraban a menudo para la caza.
Relacionado con el escándalo de Harden-Eulenburg, en el que la acusación de homosexualidad contra Philipp zu Eulenburg tuvo un papel importante, la mención del Círculo adquirió una connotación negativa para el gran público. En 1906, el periodista Maximilian Harden llegó a la convicción de que la estrategia diplomática de la dirección del Imperio alemán durante la Primera crisis de Marruecos había fracasado porque el Círculo de Liebenberg había convencido al emperador de que evitase la guerra con Francia. Para Harden esto fue motivo para la realización de una campaña contra el Círculo, en el que atacó a los miembros con acusaciones personales de homosexualidad, entre otras cosas. La acusación de homosexualidad conllevó el desprecio de la sociedad y los políticos hacia los acusados, ya que la moral y la legalidad vigente en la época condenaba la homosexualidad como una perversión.
Kuno von Moltke y Bernhard von Bülow estaban asociados de forma vaga con el Círculo de Liebenberg.